# Philipp Schobesberger
Philipp Schobesberger, né le 10 décembre 1993 à Linz en Autriche, est un footballeur international autrichien, qui évolue au poste de milieu de terrain.

## Biographie

### Carrière en club
Le 30 mai 2013, il remporte la coupe d'Autriche avec le FC Pasching contre l'Austria Vienne (victoire 1-0), alors que son équipe évolue pourtant en troisième division.
À la suite de cette victoire en coupe nationale, il participe aux tours préliminaires de la Ligue Europa la saison suivante. En janvier 2014, Sturm Graz annonce avoir trouvé un arrangement pour le transfert de Schobesberger. Cependant, le 26 mars, il signe un contrat de trois ans avec le Rapid Vienne, pour un montant de transfert de 20 mille euros. 

### Carrière internationale
Le 26 mai 2015, il est convoqué pour la première fois en équipe d'Austriche par le sélectionneur national Marcel Koller, pour un match des éliminatoires de l'Euro 2016 contre la Russie, mais n'entre pas en jeu.
Le 9 octobre 2017, il honore sa première sélection contre la Moldavie, lors du match de qualification pour le Mondial 2018. Lors de ce match, il entre à la 81e minute de la rencontre, à la place de Marko Arnautović. Le match se solde par une victoire 1-0 des Autrichiens.

## Palmarès
- Avec le FC Pasching
  - Vainqueur de la Coupe d'Autriche en 2013
- Avec le Rapid Vienne
  - Finaliste de la Coupe d'Autriche en 2019

## Statistiques
| Saison                | Club                  | Championnat           | Championnat | Championnat | Coupe(s) nationale(s) | Coupe(s) nationale(s) | Compétition(s) continentale(s) | Compétition(s) continentale(s) | Compétition(s) continentale(s) | Autriche | Autriche | Total | Total |
| Saison                | Club                  | Division              | M.          | B.          | M.                    | B.                    | Comp.                          | M.                             | B.                             | M.       | B.       | M.    | B.    |
| 2011-2012             | FC Pasching           | Regionalliga          | 25          | 3           | -                     | -                     | -                              | -                              | -                              | -        | -        | 25    | 3     |
| 2012-2013             | FC Pasching           | Regionalliga          | 27          | 6           | 6                     | 0                     | -                              | -                              | -                              | -        | -        | 33    | 6     |
| 2013-2014             | FC Pasching           | Regionalliga          | 30          | 14          | 3                     | 1                     | C3                             | 2                              | 0                              | -        | -        | 35    | 15    |
| Sous-total            | Sous-total            | Sous-total            | 82          | 23          | 9                     | 1                     | -                              | 2                              | 0                              | 0        | 0        | 93    | 24    |
| 2014-2015             | Rapid Vienne          | Bundesliga            | 27          | 8           | 3                     | 1                     | -                              | -                              | -                              | -        | -        | 30    | 9     |
| 2015-2016             | Rapid Vienne          | Bundesliga            | 33          | 6           | 3                     | 3                     | C1+C3                          | 4+6                            | 0+2                            | -        | -        | 46    | 11    |
| 2016-2017             | Rapid Vienne          | Bundesliga            | 5           | 0           | 1                     | 0                     | C3                             | 4                              | 0                              | -        | -        | 10    | 0     |
| 2017-2018             | Rapid Vienne          | Bundesliga            | 6           | 2           | -                     | -                     | -                              | -                              | -                              | 1        | 0        | 7     | 2     |
| Sous-total            | Sous-total            | Sous-total            | 71          | 16          | 7                     | 4                     | -                              | 14                             | 2                              | 1        | 0        | 93    | 22    |
| Total sur la carrière | Total sur la carrière | Total sur la carrière | 153         | 39          | 16                    | 5                     | -                              | 16                             | 2                              | 1        | 0        | 186   | 46    |